# Вальксфельде
Вальксфельде (нім. Walksfelde) — громада в Німеччині, розташована в землі Шлезвіг-Гольштейн. Входить до складу району Герцогство Лауенбург. Складова частина об'єднання громад Зандеснебен-Нуссе.
Площа — 3,51 км2. Населення становить 216 ос. (станом на 31 грудня 2020).